# Bena, Minnesota
Bena är en ort i Cass County i delstaten Minnesota, USA.